# Зрайки
Зра́йки (укр. Зрайки) — село, входит в Володарский район Киевской области Украины. Село расположено на юго-западе Володарского района, за 4,9 километра  от районного центра, при впадении реки Молочная в реку Рось.
Население по переписи 2001 года составляло 699 человек. Почтовый индекс — 09354. Телефонный код — .

## Местный совет
09354, Київська обл., Володарський р-н, с.Зрайки, вул.Лісова,3а  (укр.)